# زووله (ناحیه شومپرک)
زووله (به چکی: Zvole) یک منطقهٔ مسکونی در جمهوری چک است که در ناحیه شومپرک واقع شده‌است. زووله ۶٫۵۷ کیلومتر مربع مساحت و ۷۹۰ نفر جمعیت دارد و ۲۶۵ متر بالاتر از سطح دریا واقع شده‌است.